# Herb Rawicza
Herb Rawicza – jeden z symboli miasta Rawicz i gminy Rawicz w postaci herbu.

## Wygląd i symbolika
Herb przedstawia na złotej tarczy czarnego niedźwiedzia z uniesioną do góry przednią prawą łapą na zielonej murawie.
Wizerunek herbowy nawiązuje do herbu rodowego Rawicz, założyciela miasta – Adama Przyjemskiego.

## Historia
Pierwsze historyczne potwierdzenie istnienia herbu Rawicz pojawiło się w roku 1109 za panowania Bolesława Krzywoustego. Z wizerunku tego herbu zaczerpnięto wzory herbów niektórych miast Polski: Sawina, Przysuchy, Ożarowa, Tomaszowa Mazowieckiego i Mord (niedźwiedź z panną) oraz Kętrzyna, Radzynia Podlaskiego, Adamowa, Chełma, Łukowa, Węgrowa, Kościerzyny, Goniądza, Przemyśla i Rawicza (tylko niedźwiedź).

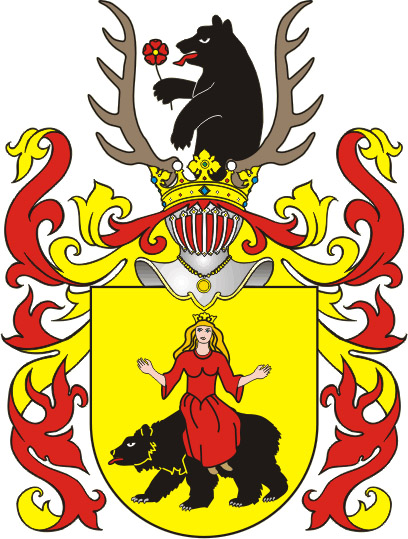
Herb szlachecki Rawicz

Najstarszym źródłem pisanym dotyczącym herbu „Rawicz”, który wywodzi się od „Rawy”, są „Insignia” Jana Długosza. W pracy tej Długosz pisze o „Rawie”: "...wywodzący się z plemienia czeskiego, gdzie nazywani są Wrszowcami; z powodu zbrodni wiarołomstwa wytraceni z całym ich rodem przez książąt Czech, z wyjątkiem niewielu, którzy uszedłszy do Polski rozrośli się w znakomitą rodzinę. Mężowie surowi, nieustraszeni i okrutni, niektórzy również skłonni do rozlewu krwi, gardzący niebezpieczeństwami".
Herb miastu nadał król Władysław IV Waza na wniosek fundatora grodu Adama Olbrachta Przyjmy-Przyjemskiego herbu Rawicz, od którego nazwę otrzymało miasto.
W okresie międzywojennym prawo zamieszczenia herbu miasta na swoich kamienicach mieli tylko nieliczni, zasłużeni dla grodu mieszczanie.
został zatwierdzony w roku 1936 przez Ministerstwo Spraw Wewnętrznych II RP.

## Legenda
Jedną z legend dotyczącą herbu „Rawicz” spopularyzował Józef Miedziński w publikacji z 1931 roku:

Król angielski Kanut Wielki, syn Swenona I i Sygrydy, córki Mieszka i Dąbrówki, miał dwoje dzieci: syna Swenona i córkę Klotyldę. Po śmierci ojca Swenon odziedziczył tron angielski z obowiązkiem wyposażenia siostry Klotyldy. Kiedy zaś do Londynu zaczęli się zjeżdżać dziewosłęby, dopytując się o rękę Klotyldy dla swych monarchów, Swenon nie chciał zezwolić siostrze na zamążpójście, aby nie potrzebował wypłacić jej ojcowskim testamentem przyznanego posagu. Za radą zbrodniczych swych służalców usunął siostrę, wrzucając ją do klauzy głodzonego niedźwiedzia, który już nieraz zastępować musiał miejsce kata, w Londynie zaś rozszerzono wieść, że piękna Klotylda, zabrawszy klejnoty, opuściła Anglię. Po sześciu dniach, kiedy Swenon mniemał, że Klotylda już doszczętnie pożarta, okrutnik wysłał swego zaufanego sługę do jamy niedźwiedziej, aby na pamiątkę po siostrze przyniósł mu włosy z jej głowy. Jakie było jednak zdziwienie sługusa, kiedy otworzywszy drzwi klauzy, zauważył dziewicę żywą i zdrową, a niedźwiedzia-olbrzyma łaszącego się potulnie u jej stóp. Przerażony porzucił klucze i pobiegł czym prędzej do króla, aby oznajmić mu, na co własnymi oczyma patrzał. Królewna, wepchnięta do jamy dzikiego zwierza, padła bezwładnie na kolana i w strachu śmiertelnym błagała Stwórcę wszechmocnego o łaskę, o litość. Bóg miłosierny wysłuchał gorącą prośbę niewinnej dziewicy, a skutkiem był obraz, jaki przedstawił się posłańcowi królewskiemu. Po odejściu sługi Klotylda, dosiadłszy niedźwiedzia, okiełznanego w cugle z jej złotych wstęg, zajechała przed pałac królewski. Swenon, widząc naoczny cud, padł przed siostrą na kolana, żebrząc o przebaczenie. Klotylda przebaczyła wspaniałomyślnie bratu z zastrzeżeniem jednak, że wyda ją natychmiast za drogiego jej księcia Lotaryńskiego. Stało się według życzenia królewny. Szczęśliwe małżeństwo Bóg obdarzył siedmiu synami, których kilka poszukało sobie żon i miejsca zamieszkania po różnych krajach. Dwóch synów Klotyldy przyszło również do Polski i obrawszy sobie pod Rawą stanowiska, od niej herbowi swemu nadali przezwisko - Rawicz, a na wieczną pamiątkę cudownego wybawienia matki umieścili w herbie swoim dziewicę z koroną na głowie, siedzącą na czarnym niedźwiedziu. Z rodu tego wyszło wiele rodzin polskich, między innymi również rodzina Przyjemskich, której Rawicz zawdzięcza nie tylko powstanie, ale także nazwę i herb swój.